# Bad Liar
Bad Liar – singel amerykańskiej piosenkarki Seleny Gomez. Singel został wydany 18 maja 2017 roku. Twórcami tekstu utworu są Selena Gomez, Julia Michaels, Justin Tranter, Ian Kirkpatrick, David Byrne, Chris Frantz i Tina Weymouth, natomiast jego produkcją zajął się Ian Kirkpatrick.
„Bad Liar” jest utrzymany w stylu muzyki pop-rock. Piosenka posiada sampel z utworu „Psycho Killer” (1977) nagranego przez amerykański zespół muzyczny Talking Heads.

## Notowania i certyfikaty
| Lista (2017)                                  | Najwyższa pozycja |
| --------------------------------------------- | ----------------- |
| Australia (Top 50 Singles)                    | 13                |
| Austria (Ö3 Austria Top 40)                   | 27                |
| Belgia (Ultratop 50 Singles, Flandria)        | 45                |
| Czechy (Singles Digitál – Top 100)            | 13                |
| Dania (Track Top-40)                          | 38                |
| Finlandia (Suomen virallinen lista – Singlet) | 20                |
| Francja (Top Singles & Titres)                | 36                |
| Hiszpania (PROMUSICAE)                        | 13                |
| Holandia (Single Top 100)                     | 43                |
| Irlandia (Singles Chart)                      | 23                |
| Kanada (Billboard Canadian Hot 100)           | 11                |
| Niemcy (Media Control Charts)                 | 36                |
| Norwegia (VG-Lista)                           | 28                |
| Nowa Zelandia (Recorded Music NZ)             | 17                |
| Portugalia (AFP)                              | 24                |
| Słowacja (Rádio – Top 100)                    | 58                |
| Słowacja (Singles Digitál – Top 100)          | 8                 |
| Stany Zjednoczone (Hot 100)                   | 20                |
| Szwajcaria (Singles Top 100)                  | 31                |
| Szwecja (Sverigetopplistan)                   | 23                |
| Węgry (Rádiós Top 40 játszási lista)          | 32                |
| Wielka Brytania (UK Singles Chart)            | 21                |
| Włochy (FIMI)                                 | 47                |

| Lista (2017)                        | Najwyższa pozycja |
| ----------------------------------- | ----------------- |
| Kanada (Billboard Canadian Hot 100) | 69                |

| Państwo                  | Status          | Sprzedane kopie |
| ------------------------ | --------------- | --------------- |
| Australia (ARIA)         | platynowa płyta | 70,000          |
| Kanada (Music Canada)    | platynowa płyta | 80,000          |
| Stany Zjednoczone (RIAA) | platynowa płyta | 1,000,000       |
| Wielka Brytania (BPI)    | srebrna płyta   | 200,000         |
| Włochy (FIMI)            | złota płyta     | 25,000          |

## Historia wydania
| Region            | Data            | Format                 | Wytwórnia  | Źródło        |
| ----------------- | --------------- | ---------------------- | ---------- | ------------- |
| Świat             | 18 maja 2017    | Digital download       | Interscope | [ 30 ] [ 31 ] |
| Stany Zjednoczone | 23 maja 2017    | Contemporary hit radio | Interscope | [ 32 ]        |
| Włochy            | 23 czerwca 2017 | Contemporary hit radio | Universal  | [ 33 ]        |